# Kampmann Group
Die Kampmann Group GmbH ist die Konzernobergesellschaft eines Familienunternehmens mit Hauptsitz in Lingen (Ems). Kampmann entwickelt und produziert Systeme aus den Bereichen Heiztechnik, Lufttechnik und Klimatechnik. Das Unternehmen beschäftigt derzeit 1.061 Mitarbeiter und erwirtschaftete im Geschäftsjahr 2022 einen Umsatz von 159 Millionen Euro.

## Geschichte
Kampmann wurde 1972 von Heinrich Kampmann im emsländischen Lingen gegründet. Die ersten Produkte im Portfolio waren Lufterhitzer, Konvektoren und Eingangsmatten. 1977 kam ein Unterflurkonvektor auf den Markt, der im Gegensatz zur sonst üblichen Bauweise einen sehr viel flacheren Aufbau besaß. Diese neue Bauweise setzte sich am ganzen Markt durch. Unterflurkonvektoren sind bis heute eine wichtige Stütze im Kampmann-Portfolio.
In den 1980er Jahren erweiterte Kampmann sein Portfolio und betrat mit Moor- und Medizinprodukten ein neues Geschäftsfeld. 1992 wird in Gräfenhainichen ein neuer Produktions- und Vertriebsstandort eröffnet. Die Expansion rentiert sich: Am Ende des Jahrzehnts liegt der Umsatz erstmals über 100 Millionen DM. Ab dem Jahr 2000 teilen sich Heinrich Kampmann und sein Sohn Hendrik die Geschäftsführung. 2006 wechselt Heinrich Kampmann in den Aufsichtsrat. Ebenfalls 2006 eröffnet im polnischen Łęczyca ein neuer Produktionsstandort.
Im Jahr 2008 eröffnet das multifunktionale Forschungs- und Entwicklungszentrum, das 2020 deutlich erweitert wird. Das Labor dient der Neuentwicklung und Optimierung von Produkten sowie der validen Messung und Präsentation derselben. 2011 akquiriert Kampmann eine Mehrheitsbeteiligung beim Spezialisten für zentrale Lüftung, der NOVA Apparate GmbH.
Mit Beginn der COVID-19-Pandemie entwickelte Kampmann verschiedene Technologien für die Lufthygiene: Einen Luftreiniger mit H14-HEPA-Filter sowie eine zuschaltbare Filtertechnologie für Fan Coils. Bereits vorher entwickelte Kampmann ein Schullüftungsgerät, das die Ansteckungsgefahr in Klassenräumen deutlich reduziert.
2022 überschreitet die Mitarbeiterzahl erstmals 1.000 Beschäftigte.

## Geschäftstätigkeit
Kampmann agiert vornehmlich in Europa, realisiert aber Projekte weltweit. Gegenstand des Unternehmens sind die Entwicklung, Produktion und der Vertrieb von Systemen für Heizung, Lüftung und Kühlung. Weitere Geschäftsfelder liegen in den zugehörigen Service-Dienstleistungen sowie im Schulungsbereich (Kampmann Kampus).
Die Kompetenzen der Kampmann Group liegen sowohl im Bereich der Serienproduktion, als auch in maßgefertigten, projektbezogenen Problemlösungen. Dabei sind die Absatzmärkte vielfältig. Das Unternehmen beliefert und berät Großhändler der TGA-Branche sowie Heizungsbauer. Zudem ist das Unternehmen im Projektgeschäft tätig und stattet umfangreiche und anspruchsvolle Objekte aus. Hier hat sich Kampmann als Systemlieferant etabliert. Lösungsbereiche sind beispielsweise Hotels, Bürogebäude, Hallen oder Handelsketten. Ein weiterer Absatzmarkt ist die Schiffsbranche, für die Kampmann eigens entwickelte Umluftkühlgeräte für Kabinen herstellt.

## Unternehmensstruktur
Die Kampmann Group setzt sich aus folgenden Unternehmen zusammen:
- Kampmann Beteiligungsgesellschaft mbH, Lingen (Ems), Deutschland
- Kampmann Polska Sp. z o. o., Łęczyca, Polen
- Kampmann HVAC Sp. z o. o., Łęczyca, Polen
- Nova Apparate GmbH, Donaueschingen, Deutschland
- Kampmann UK Ltd., Shepperton, Großbritannien
- Kampmann Heating, Cooling, Ventilation Ltd., Vancouver, Kanada
- Hospitality Development Service GmbH & Co. KG, Garching, Deutschland
- Kampmann Service GmbH, Lingen, Deutschland
- Kampmann GmbH & Co. KG, Zweigniederlassung Dietikon, Dietikon, Schweiz

## Sport-Sponsoring
Kampmann tritt seit vielen Jahren im Sportsponsoring auf. Ab 1999 organisierte das Unternehmen das Internationale Dressurfestival Lingen, das zu den bedeutendsten Veranstaltungen des Dressurreitens in Deutschland zählte. Aus dem Festival in Lingen erwuchs die Turnierserie Kampmann Cup mit Dressursportveranstaltungen in ganz Deutschland.
2018 trat Kampmann als Hauptsponsor des Tennisturniers German Tennis Championships 2018 am Rothenbaum in Hamburg auf. Die Zusammenarbeit mit dem damaligen Turnierdirektor Michael Stich wurde weitergeführt: Michael Stich ist momentan (Stand 2023) Markenbotschafter der Kampmann Group.